# BMW X6
BMW X6 је луксузни купе-кросовер више класе који производи немачка фабрика аутомобила BMW од 2008. године. BMW X6 је заснован на платформи BMW X5, с тим што BMW X6 исказује спортски карактер. Комбинује атрибуте кросовера са каросеријском линијом купеа, коју BMW назива спортски активни купе возило (sports activity coupe − SAC). Од 2019. године се производи актуелна трећа генерација.

## Историјат

### Прва генерација (E71; 2008–2014)
Прва генерација (Е71) пуштена је у продају априла 2008. године. Заснован је на серији 5 (Е60) и серији 6 (E63). Развој Е71 започео је 2003. године под Петером Тунерманом, након почетка развоја друге генерације X5 (Е70) 2001. године. Дизајнерски пројекат Пјера Леклерка замрзнут је 2005. године, са камуфлираним тестним моделима који су били покренути од лета 2005. године и тестирани прототипови од краја 2006. године.
Концептни модел представљен је на сајму аутомобила у Франкфурту 2007. године, а продукцијска верзија службено је представљена на Међународном сајму аутомобила у Детроиту 2008. године и Међународном салону аутомобила у Монтреалу. Производња је започела децембра 2007. године. Нешто је дужи и шири од X5, али је значајно нижи. Производио се у BMW-овим фабрикама у Греру, у САД, заједно са BMW-ом X5, чију дели платформу, као и у Калињинграду у Русији. Рестајлинг верзија је представљена на салону аутомобила у Женеви 2012. године.

### Друга генерација (F16; 2014–2019)
Друга генерација (F16) је званично представљена на салону аутомобила у Паризу 2014. године, а верзија високих перформанси X6 M на салону у Лос Анђелесу исте године. Поседује нови осмостепени аутоматски мењач и мало већи пртљажник, који износи 580 литара и од претходника је лакши за 25 кг.
Истичу се новине попут могућности стално активног all-wheel интелигентног система који се прилагођава свим ситуацијама и гарантује висок степен безбедности приликом вожње. Такође, у односу на претходника, нова верзија X6 има унапређену динамику, као и потрошњу горива смањену за 22 одсто.
Уграђивали су се бензински мотори од 3.0 (R6) 306 КС и 4.4 (V8) 450 КС и 575 КС и дизел мотори од 3.0 (R6) од 258, 313 и 381 КС.

### Трећа генерација (G06; 2019–)
Трећа генерација (G06) је представљена јула 2019. године, а продаја је почела у новембру исте године. Модели X6 M и X6 M Competition откривени су 1. октобра 2019. године. Ова генерација је заснована на CLAR платформи и садржи двоструко предње огибљење и стражњу суспензију са пет веза. У поређењу са претходником, дужи је за 26 мм, шири за 15 мм и нижи за 6 мм. Капацитет пртљажника је 580 литара и 1.530 литара литара са спуштеним седиштима од 40:40:40. Сви модели испуњавају емисиону норму стандарда Евро 6.
По први пут могуће је наручити просветљену маску хладњака, познате „BMW бубреге”. У стандардној опреми овог модела су адаптивни лед, док су опционално доступни BMW ласерски фарови са дометом дугог светла од преко 500 метара. Лукови точкова су благо шестоугаоног облика, док су доступне величине од 19 до 22 инча. Задњи отвори за ваздух додатно наглашавају препознатљив карактер BMW X6. Ентеријер модела је комбинација ексклузивних материјала и модерних технологија.

## Галерија
- BMW X6 E71
- BMW X6 E71
- BMW X6 F16
- BMW X6 G06